# Anima e Corpo Orobica Calcio Femminile 2014-2015
Questa voce raccoglie le informazioni riguardanti l'Associazione Sportiva Dilettantistica Anima e Corpo Orobica Calcio Femminile nelle competizioni ufficiali della stagione 2014-2015.

## La stagione

### Rosa
Rosa aggiornata alla fine del campionato
| N. |                   | Ruolo | Calciatrice      |
| -- | ----------------- | ----- | ---------------- |
|    | Italia (bandiera) | P     | Margherita Salvi |
|    | Italia (bandiera) | P     | Francesca Chiesa |
|    | Italia (bandiera) | D     | Raffaella Tammeo |
|    | Italia (bandiera) | D     | Marta Brasi      |
|    | Italia (bandiera) | D     | Giorgia Coffetti |
|    | Italia (bandiera) | D     | Anna Lacchini    |
|    | Italia (bandiera) | D     | Chiara Poeta     |
|    | Italia (bandiera) | D     | Martina Zamboni  |
|    | Italia (bandiera) | D     | Ilenia Zangari   |
|    | Italia (bandiera) | C     | Chiara Barcella  |
|    | Italia (bandiera) | C     | Valeria Fodri    |

| N. |                   | Ruolo | Calciatrice        |
| -- | ----------------- | ----- | ------------------ |
|    | Italia (bandiera) | C     | Alice Valente      |
|    | Italia (bandiera) | C     | Cristina Merli     |
|    | Italia (bandiera) | C     | Amalia Vezzoli (c) |
|    | Italia (bandiera) | A     | Laura Bianchi      |
|    | Italia (bandiera) | A     | Federica Asperti   |
|    | Italia (bandiera) | A     | Roberta Picchi     |
|    | Italia (bandiera) | A     | Chiara Massussi    |
|    | Italia (bandiera) | A     | Luana Merli        |
|    | Italia (bandiera) | A     | Virginia Riva      |
|    | Italia (bandiera) | A     | Benghalina Tihsler |
|    | Italia (bandiera) | A     | Guya Vavassori     |

## Calciomercato
| Acquisti | Acquisti        | Acquisti     | Acquisti   |
| R.       | Nome            | da           | Modalità   |
| -------- | --------------- | ------------ | ---------- |
| C        | Chiara Barcella | Franciacorta | definitivo |
| A        | Chiara Massussi | Brescia      | prestito   |
| A        | Cristina Merli  | Franciacorta | definitivo |

| Cessioni | Cessioni         | Cessioni  | Cessioni |
| R.       | Nome             | a         | Modalità |
| -------- | ---------------- | --------- | -------- |
| A        | Federica Troiano | Como 2000 |          |
| C        | Alice Valente    |           |          |

## Risultati

### Serie A

#### Girone di andata
| Arbitro: | Bindella (Pesaro) |

|                                                                        |           |  |
| Mastrovincenzo 22’ Pugnali 37’, 40’, 47’, 67’ Caccamo 45’ Petralia 46’ | Marcatori |  |

| Arbitro: | Marco Bodini (Verona) |

|  |           |                     |
|  | Marcatori | 15’ (rig.) Sedonati |

| Arbitro: | Simone (Bologna) |

|             |           |              |
| Tarenzi 30’ | Marcatori | 68’ L. Merli |

| Arbitro: | Laura Ponso (Bassano del Grappa) |

|  |           |                          |
|  | Marcatori | 29’ Magnarini 39’ Errico |

| Arbitro: | Alain Bontadi (Trento) |

|  |           |                          |
|  | Marcatori | 53’ Maglia 73’ Giugliano |

| Arbitro: | Marco Acampora (Schio) |

|                                                                                                |           |  |
| Sardu 5’ Brumana 6’, 33’, 45’, 88’ Parisi 9’ Zuliani 20’ Camporese 30’, 43’ Cecotti 63’ (rig.) | Marcatori |  |

| Arbitro: | Emilio Zanotti (Pavia) |

|             |           |                                                                                   |
| Troiano 86’ | Marcatori | 2’ (78) Sipos 9’, 64’, 82’ Panico 47’ Gelmetti 54’, 63’, 89’ Bonetti 67’ Öhrström |

| Arbitro: | Carrione |

|                                |           |                                                           |
| Strisciuglio 52’ Rogazione 79’ | Marcatori | 33’ (rig.) Coffetti 86’ (aut.) Špelič 91’ (rig.) Massussi |

| Arbitro: | Mattia Barbolini (Modena) |

|  |           |                                                                        |
|  | Marcatori | 17’, 49’ Mason 35’, 53’ Iannella 51’ Giacinti 68’ Stracchi 80’ Schiavi |

| Arbitro: | Raffaele Covili Faggioli (Bologna) |

|                               |           |              |
| Piemonte 38’, 89’ Cimatti 72’ | Marcatori | 81’ Barcella |

| Arbitro: | Paride Tremolada (Monza) |

|  |           |                                   |
|  | Marcatori | 9’, 75’ Erba 64’ Cama 93’ Magatti |

| Roma 17 gennaio 2015 12ª giornata | Res Roma                   | 0 – 0 referto | Orobica | Centro Raimondo Vianello\| Arbitro: \| Daniele De Tommaso (Rieti) \| |
| Arbitro:                          | Daniele De Tommaso (Rieti) |               |         |                                                                      |

| Arbitro: | Massimiliano Aly (Lodi) |

|         |           |                    |
| Riva 4’ | Marcatori | 40’ (76) Razzolini |

#### Girone di ritorno
| Arbitro: | Davide Barozzi (Rovereto) |

|  |           |                                            |
|  | Marcatori | 21’ Mastrovincenzo 39’, 44’ Tucceri Cimini |

| Pordenone 7 febbraio 2015 15ª giornata | Pordenone                        | 0 – 0 referto | Orobica | \| Arbitro: \| Laura Ponso (Bassano del Grappa) \| |
| Arbitro:                               | Laura Ponso (Bassano del Grappa) |               |         |                                                    |

| Arbitro: | Francesco Croce (Novara) |

|                                |           |                                                      |
| Picchi 61’ Massussi 78’ (rig.) | Marcatori | 1’, 25’, 29’ Sabatino 68’ Cernoia 82’ (aut.) Zamboni |

| Arbitro: | Alex Feraudo (Chiavari) |

|                                    |           |              |
| Herreros Osorio 8’, 48’ Errico 42’ | Marcatori | 90’ L. Merli |

| Arbitro: | Alessandro Di Graci (Como) |

|                                                                                |           |  |
| Marchese 21’, 61’ Bartoli 35’ Pinna 41’ Tona 58’ Domenichetti 79’ Charette 90’ | Marcatori |  |

| Arbitro: | Elena Tambini (Como) |

|  |           |             |
|  | Marcatori | 67’ Brumana |

| Arbitro: | Massimo Abagnale (Parma) |

|                                                       |           |  |
| Sipos 11’ Fuselli 28’, 74’ Gabbiadini 42’ Bonetti 65’ | Marcatori |  |

| Arbitro: | Riccardo Dell'Oca (Como) |

|            |           |               |
| Picchi 28’ | Marcatori | 60’ Anaclerio |

| Arbitro: | Ludwig Raus (Brescia) |

|                         |           |  |
| Mason 75’ Cambiaghi 94’ | Marcatori |  |

| Arbitro: | Mattia Caldera (Como) |

|              |           |                              |
| Massussi 84’ | Marcatori | 52’, 87’ Cimatti 56’ Longato |

| Arbitro: | Giorgio Ravera (Lodi) |

|                              |           |                          |
| Salvi 21’ (aut.) Fusetti 47’ | Marcatori | 52’ Massussi 94’ Zangari |

| Arbitro: | Riccardo Dell'Oca (Como) |

|  |           |            |
|  | Marcatori | 52’ Pirone |

| Arbitro: | Giuseppe Vingo (Pisa) |

| |           |                         |
| Orlandi 10’ Guagni 35’ Vigilucci 40’ Zamboni 46’ (aut.) Vicchiarello 56’ Salvatori Rinaldi 64’ (84) | Marcatori | 51’ Bianchi 70’ Asperti |

### Coppa Italia

#### Primo turno eliminatorio

##### Gara 9
| Arbitro: | Berti (Pavia) |

|       |           |              |
| Calvo | Marcatori | Bianchi aut’ |

| Arbitro: | Barozzi (Rovereto) |

|           |           |  |
| Vavassori | Marcatori |  |

#### Sedicesimi di finale
| Arbitro: | Bergamin (Castelfranco Veneto) |

|  |           |                   |
|  | Marcatori | 39’, 55’ Giacinti |

## Statistiche

### Statistiche di squadra
| Competizione | Punti | In casa | In casa | In casa | In casa | In casa | In casa | In trasferta | In trasferta | In trasferta | In trasferta | In trasferta | In trasferta | Totale | Totale | Totale | Totale | Totale | Totale | DR  |
| Competizione | Punti | G       | V       | N       | P       | Gf      | Gs      | G            | V            | N            | P            | Gf           | Gs           | G      | V      | N      | P      | Gf     | Gs     | DR  |
| ------------ | ----- | ------- | ------- | ------- | ------- | ------- | ------- | ------------ | ------------ | ------------ | ------------ | ------------ | ------------ | ------ | ------ | ------ | ------ | ------ | ------ | --- |
| Serie A      | 8     | 13      | 0       | 1       | 12      | 6       | 43      | 13           | 1            | 4            | 8            | 10           | 49           | 26     | 1      | 5      | 20     | 16     | 92     | -76 |
| Coppa Italia | -     | 2       | 1       | 0       | 1       | 1       | 2       | 1            | 1            | 0            | 0            | 2            | 1            | 3      | 2      | 0      | 1      | 3      | 3      | +0  |
| Totale       | -     | 15      | 1       | 1       | 13      | 7       | 45      | 14           | 2            | 4            | 8            | 12           | 50           | 29     | 3      | 5      | 21     | 19     | 95     | -76 |

### Statistiche delle giocatrici
Presenze e reti fatte e subite.
| Giocatore      | Serie A  | Serie A | Serie A     | Serie A    | Coppa Italia | Coppa Italia | Coppa Italia | Coppa Italia | Totale   | Totale | Totale      | Totale     |
| Giocatore      | Presenze | Reti    | Ammonizioni | Espulsioni | Presenze     | Reti         | Ammonizioni  | Espulsioni   | Presenze | Reti   | Ammonizioni | Espulsioni |
| -------------- | -------- | ------- | ----------- | ---------- | ------------ | ------------ | ------------ | ------------ | -------- | ------ | ----------- | ---------- |
| C. Agostinelli | 0        | 0       | 0           | 0          | ?            | ?            | ?            | ?            | 0+       | 0+     | 0+          | 0+         |
| F. Asperti     | 21       | 1       | 0           | 0          | ?            | ?            | ?            | ?            | 21+      | 1+     | 0+          | 0+         |
| C. Barcella    | 17       | 1       | 1           | 0          | ?            | ?            | ?            | ?            | 17+      | 1+     | 1+          | 0+         |
| E. Benigni     | 0        | -0      | 0           | 0          | ?            | ?            | ?            | ?            | 0+       | 0+     | 0+          | 0+         |
| S. Bettoni     | 2        | 0       | 0           | 0          | ?            | ?            | ?            | ?            | 2+       | 0+     | 0+          | 0+         |
| L. Bianchi     | 8        | 1       | 0           | 0          | ?            | 1            | ?            | ?            | 8+       | 2      | 0+          | 0+         |
| M. Brasi       | 24       | 0       | 3           | 0          | ?            | ?            | ?            | ?            | 24+      | 0+     | 3+          | 0+         |
| F. Chiesa      | 3        | -11     | 0           | 0          | ?            | ?            | ?            | ?            | 3+       | -11+   | 0+          | 0+         |
| G. Coffetti    | 9        | 1       | 2           | 0          | ?            | ?            | ?            | ?            | 9+       | 1+     | 2+          | 0+         |
| V. Fodri       | 23       | 0       | 1           | 0          | ?            | ?            | ?            | ?            | 23+      | 0+     | 1+          | 0+         |
| S. Lacchini    | 23       | 0       | 3           | 0          | ?            | ?            | ?            | ?            | 23+      | 0+     | 3+          | 0+         |
| J. Livoti      | 0        | 0       | 0           | 0          | ?            | ?            | ?            | ?            | 0+       | 0+     | 0+          | 0+         |
| C. Massussi    | 15       | 4       | 0           | 0          | ?            | ?            | ?            | ?            | 15+      | 4+     | 0+          | 0+         |
| C. Merli       | 8        | 0       | 0           | 0          | ?            | ?            | ?            | ?            | 8+       | 0+     | 0+          | 0+         |
| L. Merli       | 21       | 2       | 1           | 0          | ?            | ?            | ?            | ?            | 21+      | 2+     | 1+          | 0+         |
| V. Pedretti    | 0        | 0       | 0           | 0          | ?            | ?            | ?            | ?            | 0+       | 0+     | 0+          | 0+         |
| R. Picchi      | 22       | 2       | 1           | 0          | ?            | ?            | ?            | ?            | 22+      | 2+     | 1+          | 0+         |
| C. Poeta       | 23       | 0       | 5           | 1          | ?            | ?            | ?            | ?            | 23+      | 0+     | 5+          | 1+         |
| V. Quistini    | 2        | 0       | 0           | 0          | ?            | ?            | ?            | ?            | 2+       | 0+     | 0+          | 0+         |
| V. Riva        | 22       | 1       | 2           | 1          | ?            | ?            | ?            | ?            | 22+      | 1+     | 2+          | 1+         |
| M. Salvi       | 23       | -78     | 0           | 0          | ?            | ?            | ?            | ?            | 23+      | -78+   | 0+          | 0+         |
| R. Tammeo      | 4        | 0       | 2           | 0          | ?            | ?            | ?            | ?            | 4+       | 0+     | 2+          | 0+         |
| A.B. Tihsler   | 3        | 0       | 0           | 0          | ?            | ?            | ?            | ?            | 3+       | 0+     | 0+          | 0+         |
| F. Troiano     | 5        | 1       | 0           | 0          | ?            | ?            | ?            | ?            | 5+       | 1+     | 0+          | 0+         |
| A. Valente     | 2        | 0       | 0           | 0          | ?            | ?            | ?            | ?            | 2+       | 0+     | 0+          | 0+         |
| G. Vavassori   | 23       | 0       | 2           | 0          | ?            | 1            | ?            | ?            | 23+      | 1      | 2+          | 0+         |
| A. Vezzoli     | 5        | 0       | 0           | 0          | ?            | ?            | ?            | ?            | 5+       | 0+     | 0+          | 0+         |
| M. Zamboni     | 24       | 0       | 6           | 0          | ?            | ?            | ?            | ?            | 24+      | 0+     | 6+          | 0+         |
| I. Zangari     | 19       | 1       | 1           | 0          | ?            | ?            | ?            | ?            | 19+      | 1+     | 1+          | 0+         |